# Moñitos (ort)
Moñitos är en ort i Colombia.   Den ligger i departementet Córdoba, i den nordvästra delen av landet, 500 km nordväst om huvudstaden Bogotá. Moñitos ligger 44 meter över havet och antalet invånare är 5 385.
Terrängen runt Moñitos är mycket platt och sluttar norrut. Runt Moñitos är det glesbefolkat, med 13 invånare per kvadratkilometer. Närmaste större samhälle är Tierralta, 8,5 km söder om Moñitos. Omgivningarna runt Moñitos är en mosaik av jordbruksmark och naturlig växtlighet.